# Guillermo Collazo
Guillermo Collazo Tejada, né à Santiago de Cuba le 7 juin 1850 et mort à Paris le 26 septembre 1896, est un peintre portraitiste cubain.
Plusieurs de ses œuvres se trouvent au Musée national des beaux-arts de Cuba.